# Épigastralgie
L’épigastralgie est une douleur localisée à la partie haute de l’abdomen (l'épigastre) et qui présente des caractéristiques : par exemple, une apparition dans les 2 à 3 heures après les repas est soulagée par une prise alimentaire, surtout s’il s’agit d’aliments alcalins. Elle se répète de façon quotidienne, donnant une impression de « faim douloureuse ».
Elle est typiquement le symptôme d'un ulcère gastro-duodénal ou d'une gastrite. Elle peut cependant être causée par d'autres maladies d'organes proches (cœur, foie, pancréas, côlon...), ou survenir dans le cadre du syndrome cannabinoïde.